# Mandjil
 Manjil  (en persan : منجیل) est une ville située dans la province de Guilan, dans le bassin méridional de la mer Caspienne, au nord de l'Iran.

## Géographie
La ville est située sur le cours du Sefid Roud. Elle est également connue comme une ville très venteuse en Iran ; ceci étant dû à sa position géographique dans les monts Alborz, au milieu d'une vallée entre le plateau de Qazvin et la mer Caspienne.

## Histoire
Manjil a été, le 12 juin 1919, le théâtre d'une bataille entre les troupes "Jangali" de Mirza Kuchak Khan et une force conjointe britannique et russe, commandée par le général Lionel Dunsterville et le colonel Lazare Bicherakhov.